# 旭桃果
旭 桃果（あさひ ももか、1月9日 - ） は、日本の女優、モデル、タレント、怪談師。東京都出身。身長158cm、血液型はA型、スリーサイズはB90、W64、H92。フリー。

## 人物
趣味は、ニコ生配信・17 Live配信・お化け屋敷巡りなど。特技はパソコン事務作業、電卓早打ち。
京都が好きなため、ニコ生配信の実況者名を「どすえ」と名付けた。
園子温監督と西田大輔監督に師事している。

## 出演

### 映画
- パーフェクトワールド 君といる奇跡（2018年） 柴山健次監督 ｰ 看護師役
- 静かな日常 夏目大一朗監督（2018年） ｰ 女子大生役
- 映画版心霊調査ビッグサマー（2019年）夏目大一朗監督 ｰ 未亡人桃果役[1]
- Netflix映画 愛なき森で叫べ（2019年）園子温監督 ｰ 妊婦ヒサコ役
- プリズナーズ・オブ・ゴーストランド（2021年）園子温監督 - ガバナーガール役
- 現代怪奇百物語 怪談短編集 血塗られた貴婦人（2021年）杉本末男監督 - 神谷美香役[2]
- キョンシー～南箕輪村の反魂符～（2021年）夏目大一朗監督 - 丹野ヨシミ役
- 怪奇タクシー 風の夜道に気をつけろ！（2022年）夏目大一朗監督[3]
- 主婦の青春「1/40」（2022年）藤本竜輔監督 - 井上美咲役
- 真・事故物件パート2／全滅（2022年）佐々木勝己監督 - 百瀬百合子役[4]
- 50音フィルム「さらば世界」（2023年）藤本竜輔監督 - 圭子役
- イド・シャーク ～心霊調査ビッグサマー～（2023年）夏目大一朗監督[5]
- こちらSF探偵事務所です！（2023年）やぶさきえみ監督 - 記憶喪失の女性役
- 主婦の青春2「鶴の仇返し」（2023年）藤本竜輔監督 - 井上美咲役
- エターナルラブが蔓延した日（2023年）長谷川千紗監督
- ブライトロード303号室奥田美紀様宛て（2023年）白田悠太監督
- ラブ・シャーク（2023年）夏目大一朗監督
- 50音フィルム「偽モノ」（2023年）藤本竜輔監督 - 春川栄子役
- 主婦の青春3「自分らしく生きる！」（2024年）藤本竜輔監督 - 井上美咲役
- ラスト・シャーク（2024年）夏目大一朗監督
- 大怪獣ドガゲ（2025年）中沢健監督
- 俺たち絶対音感戦隊?!（2025年）やぶさきえみ監督
- シャークボーイミーツガール（2025年8月2日公開予定）夏目大一朗監督 - カスミ役[6]
- 奇妙なニコ（2025年）ひがしゆうき監督
- 黑笑い「束の間」「おせっかい」（2025年10月11日公開予定）藤本竜輔監督
- 主婦の青春4「主婦は天下の回りもの」（2026年公開予定）藤本竜輔監督 - 井上美咲役

### ドラマ
- TBS タンブリング（2010年）
- TBS 小さな巨人（2017年）
- テレビ朝日 刑事7人（2017年）
- NHK ひよっこ（2017年）
- WOWOW 沈黙法廷（2017年）
- テレビ朝日 ドクターX〜外科医・大門未知子〜（2017年）
- 東海テレビ いつまでも白い羽根（2018年） レギュラー - ナース役
- TBS チア☆ダン（2018年）
- Netflix 全裸監督 第1シーズン・第7話（2019年）
- TOKYO MX2 妖ばなし 第69話「こそこそ岩」（2021年10月23日） - 岩井琴子 役[7]
- ファミリー劇場「禁忌アーカイブ」（2025年8月公開予定）

### バラエティー
- TBS 爆報! THE フライデー（2016年）
- フジテレビ ホウドウキョク（2016年）
- 刺激ストロングチャンネル シャー君の昭和レトロ探訪（2024年-）

### ネット配信
- ニコニコ生放送 第5回ユーザー記者ニュース 優勝（2016年） ユーザー記者名義：どすえ
- XCREAM 奇妙で奇怪な怪神話〜呪われたロケハン（2017年） 遊山直奇監督 主演
- Chuun 園子温：アイディア缶詰 男殺し桜地獄（2017年） 園子温監督 準主演
- ニコニコ生放送 配信者トークメンバー（2018年） 隔週出演
- AbemaTV ＃声だけ天使（2018年）
- YouTube 心霊調査ビッグサマー（2017年 ｰ ） 夏目大一朗監督 - 未亡人桃果役[8]
- YouTube 地獄のテレワーク 電脳戦士ヤスダ対暗黒企業（2020年） 中元雄監督
- YouTube リトルサマー【little summer】（2022年 ｰ ）[9]
- 東京ネットラジオ 唐澤一路の「ラジオ始めたんだが！？」
  - 第51回放送（2019年） ゲスト[10]
  - 第54回放送（2019年） ゲスト[11]
  - 第94回放送（2023年） ゲスト[12]
  - 第95回放送（2023年） ゲスト[13]
- 東京ネットラジオ ActなdokuRock
  - 第153回（2022年） ゲスト[14]
  - 第169回（2023年） ゲスト[15]
  - 第183回（2024年） ゲスト[16]
- 鳥越アズーリFM 道玄坂チェリーズの月刊草野球ニュース
  - 2023年10月15日配信 ゲスト[17]
  - 2023年11月19日配信 ゲスト[18]
- 鳥越アズーリFM 大島みふきとネイチャーバーガーの解体新SHOW 2023年11月8日配信 ゲスト[19]
- 鳥越アズーリFM 恋愛番長 石川円華まどかのChu♥Tune Tuesday 2023年12月26日配信 ゲスト[20]
- 鳥越アズーリFM スレパンみふきの音と生きやがれ 2024年2月14日配信 ゲスト[21]
- 鳥越アズーリFM 西口ドアの扉電信
  - 2024年2月22日配信 ゲスト[22]
  - 2024年4月25日配信 代打サブMC[23]
  - 2024年6月27日配信- サブMC[24]
- 鳥越アズーリFM Heroine Music presents 晃子の部屋premium
  - 2024年3月2日配信 ゲスト[25]
  - 2024年6月8日配信 ゲスト[26]
  - 2024年7月13日配信 代打MC[27]
- インターネット放送局Cwave タケウチパンダに挑め！異業種格闘技 西口ドアの扉電信 サブMC（2025年2月27日-）[28]

### 舞台・ミュージカル
- 新宿アクティビズムスタジオ本公演vol.9 ホームステージ（2011年） 脚本・演出：武田直樹 ｰ 看板女優・希未役
- 劇団AND ENDLESSワークショップ発表 COLLECTION HOUSE（2011年） 監修 西田大輔
- Office ENDLESS produce vol.8 安穏目吐露濃霧（2012年） 脚本・演出：西田大輔 ｰ トキ役
- PINK DRUNK 10周年記念公演 おとぎのさんとヒミチュロリン（2014年） 脚本・演出 Dukatti - チュロリン・ムッチ役
- DisGOONie WHITE WHITE SCARECROW（2016年） 脚本・演出 西田大輔
- PINK DRUNK 第10回公演 ショコラニマジョカ（2018年） 脚本・演出 Dukatti - 岩渕明子役
- 劇団鮫軟骨 chill
  - 初演（2019年8月1日-5日・参宮橋トランスミッション） 脚本 松井錦吾 演出 三保谷骨太呂卯 - 松崎友梨菜役[29]
  - 再演（2024年10月2日-6日・参宮橋トランスミッション） 脚本 松井錦吾 演出 三保谷骨太呂卯 - 中原きよ役[30]
- 劇団鮫軟骨 明けない夜がありました ～百田探偵事務所存続の危機～（2020年12月23日-28日・参宮橋トランスミッション）脚本 松井錦吾 演出 三保谷骨太呂卯[31]
- 劇団鮫軟骨 まっきいろな嘘（2021年11月10日-14日・参宮橋トランスミッション）脚本 松井錦吾 演出 三保谷骨太呂卯[32]
- タイムトラベルアイドル 時空少女ピピ（2022年9月14日-18日・シアターグリーン BIG TREE THEATER） 脚本・演出 星達也 - レイ役[33]
- オールフィメールWS公演 十三人のギリシャ悲劇 ～エレクトラ編～（2022年12月3日-4日・参宮橋トランスミッション） 構成・演出 石橋直也 - アイギストス役
- 劇団鮫軟骨 From有為転変（2023年1月18日-12月22日・参宮橋トランスミッション） 脚本 松井錦吾 演出 三保谷骨太呂卯 - 佐伯公佳役[34]
- 玄狐 偽語り 眉間尺（2023年4月19日-25日・シアターΧ）脚本・演出 石橋直也 - トウ役[35]
- 劇団ラバーカップ 舞台りんご姫 3回目の黒猫　脚本 松井錦吾 演出 三保谷骨太呂卯 - ニコル役
  - 初演（2023年10月5日-8日・参宮橋トランスミッション）[36]
  - 追加公演（2023年12月14日-17日・参宮橋トランスミッション）
- Lumeto第7回公演 性と生の迫間で（2024年1月17日～21日・ 高田馬場ラビネスト）作・演出 鈴木麻名実[37]
- 玄狐 下賤の夢（2024年5月29日-6月2日・サンモールスタジオ）脚本・演出 石橋直也[38]
- PINK DRUNK 20周年記念公演 ピナコテカ・ド・ルーチェ（2024年8月1日-4日・あうるすぽっと）脚本・演出 Dukatti - ヴェロニカ 役
- 安達健太郎と役者が漫才とトークするLIVE（2025年2月16日・池袋西口 GEKIBA）脚本・演出 安達健太郎
- 朗読実験室『詠む人たちと聴く人たち』（2025年3月20日-23日・渋谷BISTRO NOCHE）脚本・演出 安達健太郎

### ラジオ
- 調布FM みんなのラジオ カムカム白百合（2011年 ｰ 2012年） MC
- FM CUBE ixcトレイン12（2023年） ゲスト[39]
- FMえどがわ 檸檬色の五重奏　作品３３
  - ゲスト（2024年7月1日）
  - ゲスト（2025年1月6日）
- むさしのFM しゃべんジャーズ！（2024年11月14日） ゲスト[40]

### MV・PV
- 藍坊主 「卵」（2023年）[41]

### WEB CM
- みんゴル（2023年）[42]
- ヤマハ発動機「PAS」
  - PAS SMILE MOVIE「ママ、キリリ」篇（2024年）[43]
  - 「お迎え待ってたよ」篇（2024年）[44]
  - 「桜と、君と。」篇（2024年）[45]

## 作品

### ネット配信
- YouTube 新解釈むかし話（2022年）
  - 【漫画】マッチ売りの少女【アニメーション：新解釈童話】（アニメーション制作、ナレーション、脚本、作画担当）[46]
  - 【漫画】桃太郎【アニメーション：新解釈むかし話】（アニメーション制作、ナレーション、脚本、作画担当）[47]

### DVD、Blu-Ray
- 怪奇探偵〈怨路地～URAROJI ANGELS〉 [DVD]（2024年、楽創舎）

## 音楽

### 作詞（提供）
- 大島みふき「ひとつめ」

作詞:旭桃果・藤橋悠／作曲:淳太

### CD
- ラストシャーク（2024年）